# Steimke (Klötze)
Steimke ist eine Ortschaft und ein Ortsteil der Stadt Klötze im Altmarkkreis Salzwedel in Sachsen-Anhalt.

## Geographie

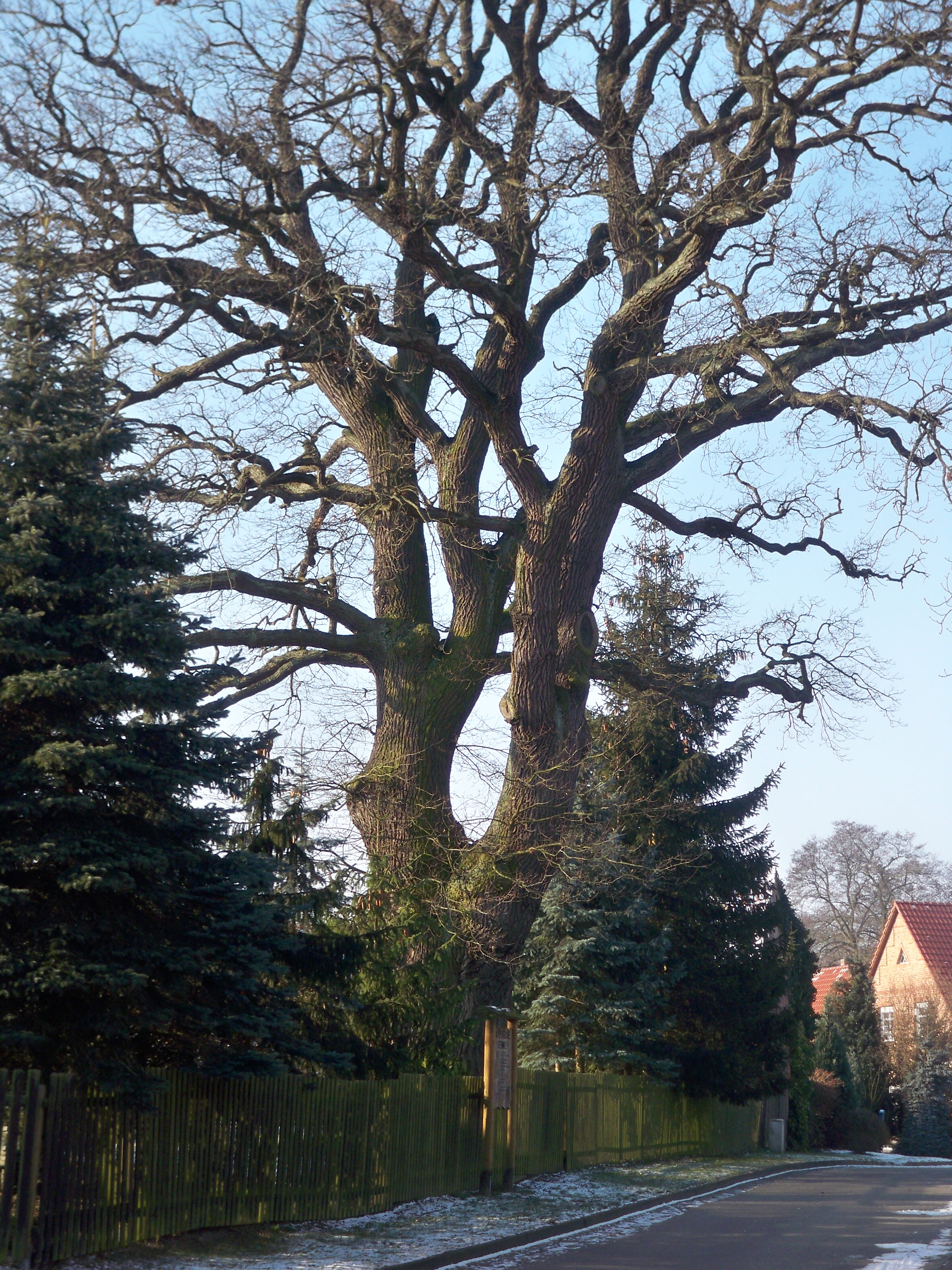
Naturdenkmal Wappeneiche in Steimke. Sie diente als Vorbild für die Eiche im Wappen

Das altmärkische Dorf Steimke, ein früheres Doppelrundplatzdorf, heute ein Haufendorf an der Ohre, liegt etwa 14 Kilometer westlich von Klötze. Im Westen liegt das Naturschutzgebiet Ohreaue und die Landesgrenze zu Niedersachsen.
Geologisch liegt das Dorf auf der Calvörder Scholle.

## Geschichte

### Mittelalter bis Neuzeit
Die erste urkundliche Erwähnung als stenbere, einem Hof mit drei Morgen Land, stammt aus dem Jahre 1112, als der Bischof Reinhard von Halberstadt die Übertragung des von ihm in Osterwieck gegründeten Klosters nach Hamersleben genehmigte.
Im Jahre 1281 wurden zwei Geistliche als Rudolpho et Johanne fratribus de Stemke in einer in Arneburg ausgestellten Urkunde genannt. 1357 hieß es in einer Urkunde in Steinbeke, als die von Bartensleben dem Markgrafen Ludwig dem Römer Einnahmen aus verschiedenen Dörfern gaben. Die Erwähnung in einer Lehensurkunde für die von Bartensleben von 1420 lautet: dacz dorff czu Steineke (Steinbeke), daz da licht up der Ore by Brome. Weitere Nennungen sind 1530 Im Dorppe to Stemeke, 1687 Steimbeke und schließlich 1804 Steimcke, Steinbeck.
Das seinerzeit landtagsfähige Rittergut Vogtei Steimke gehörte denen von der Schulenburg, war aber kein Gutsbezirk.

### Erste Erwähnung
Der Historiker Peter P. Rohrlach wies darauf hin, dass sich die Erwähnung von Steimke im Jahre 1238 Steimbeke iuxta Varsfelde, auf Steimke bei Wolfsburg, das heutige Nordsteimke bezieht. 1988 war aufgrund dieser Zuordnung die 750-Jahr-Feier im Dorf gefeiert worden. Franz Mertens übersetzte 1956 diese Erwähnung von 1238 als steimbecke mit Steinbach. Da das hiesige Steimke an der Ohre liegt, einem sandigen Fluss und nicht an einem Bach mit Steinen, deutete sich das Problem bei der Zuordnung schon damit an, wie der Ortschronist Hermann Buchmüller erläuterte.
Im Jahre 2012 wurde die 900-Jahr-Feier des Ortes begangen. Der Ortschronist Hermann Buchmüller hatte beim Austausch mit Interessierten aus dem Nachbardorf Ristedt von dessen Erwähnung 1112 erfahren und konnte zusammen mit Historikern in der gleichen Urkunde Steimke als stenbere finden. Es taucht auch später in anderen Urkunden unter diesem Namen auf. Hermann Buchmüller hat drei Bücher über die Geschichte des Dorfes herausgegeben.

### Eingemeindungen
Bis 1807 gehörte das Dorf zum Salzwedelischen Kreis der Mark Brandenburg in der Altmark. Danach lag es ab 1807 im Kanton Brome und ab 1808 bis 1813 im Kanton Jübar auf dem Territorium des napoleonischen Königreichs Westphalen. Ab 1816 gehörte die Gemeinde zum Kreis Salzwedel, dem späteren Landkreis Salzwedel.
Am 15. Juni 1950 wurde die Gemeinde Steimke in den Landkreis Gardelegen umgegliedert. Am 25. Juli 1952 kam die Gemeinde zum Kreis Klötze. Nach dessen Auflösung wurde Steimke am 1. Juli 1994 der Altmarkkreis Salzwedel zugeordnet.
Durch einen Gebietsänderungsvertrag beschloss der Gemeinderat der Gemeinde Steimke am 13. Januar 2009, dass die Gemeinde Steimke in die Stadt Klötze eingemeindet wird. Dieser Vertrag wurde vom Landkreis als unterer Kommunalaufsichtsbehörde genehmigt und trat am 1. Januar 2010 in Kraft.
Nach Eingemeindung der bisher selbstständigen Gemeinde Steimke wurde Steimke Ortsteil der Stadt Klötze. Für die eingemeindete Gemeinde wurde die Ortschaftsverfassung nach den §§ 86 ff. Gemeindeordnung Sachsen-Anhalt eingeführt. Die eingemeindete Gemeinde Steimke und künftige Ortsteil Steimke wurde zur Ortschaft der aufnehmenden Stadt Klötze. In der eingemeindeten Gemeinde und nunmehrigen Ortschaft Steimke wurde ein Ortschaftsrat mit vier Mitgliedern einschließlich Ortsbürgermeister gebildet.

### Einwohnerentwicklung

#### Gemeinde
| Jahr | Einwohner |
| ---- | --------- |
| 1734 | 177       |
| 1774 | 173       |
| 1789 | 182       |
| 1798 | 192       |
| 1801 | 175       |
| 1818 | 165       |
| 1840 | 370       |
| 1864 | 500       |
| 1871 | 501       |
| 1885 | 521       |

| Jahr | Einwohner |
| ---- | --------- |
| 1892 | [00]548   |
| 1895 | 546       |
| 1900 | [00]568   |
| 1905 | 576       |
| 1910 | [00]563   |
| 1925 | 546       |
| 1939 | 506       |
| 1946 | 728       |
| 1964 | 521       |
| 1971 | 468       |

| Jahr | Einwohner |
| ---- | --------- |
| 1981 | 404       |
| 1985 | [00]380   |
| 1990 | [00]351   |
| 1993 | 353       |
| 1995 | [00]475   |
| 2000 | [00]391   |
| 2002 | [00]402   |
| 2006 | [00]432   |
| 2008 | [00]407   |
| 2009 | [00]412   |

Quelle, wenn nicht angegeben, bis 1993:

#### Ortsteil
| Jahr | Einwohner |
| ---- | --------- |
| 2017 | 418       |
| 2018 | [00]430   |
| 2020 | [00]410   |
| 2021 | [00]420   |
| 2022 | [0]410    |
| 2023 | [0]407    |

## Religion
- Die evangelischen Christen der Kirchengemeinde Steimke, die früher zur Pfarrei Steimke gehörte,[25] werden betreut vom Pfarrbereich Steimke-Kusey im Kirchenkreis Salzwedel im Bischofssprengel Magdeburg der Evangelischen Kirche in Mitteldeutschland.[26]
- Die ältesten überlieferten evangelischen Kirchenbücher für Steimke stammen aus dem Jahre 1706. Sie sind in der Pfarre zu Brome der Landeskirche Hannover zu finden, zu der Steimke bis 1854 gehörte.[27]
- Die katholischen Christen aus Steimke gehören zur Kirchengemeinde der Kirche St. Joseph (Klötze) in der Pfarrei St. Hildegard Gardelegen im Dekanat Stendal im Bistum Magdeburg.[28]

## Politik

### Ortsbürgermeister
Ortsbürgermeister der Ortschaft Steimke ist seit 2014 Frank Kraskowski.
Letzter gewählter Bürgermeister der Gemeinde war Oliver Mende.

### Ortschaftsrat
Bei der Ortschaftsratswahl am 9. Juni 2024 errang die „Wählervereinigung Steimke Aktiv“ alle 4 Sitze.
Gewählt wurden eine Frau und drei Männer. Die Wahlbeteiligung betrug 76,03 Prozent.

### Wappen
Blasonierung: „Im goldenen Schild mit schwarz/silbernem Sparrenbord eine entwurzelte schwarze Eiche mit grünen Blättern und Früchten über blauer Wellenleiste.“
Die Farben von Steimke sind Grün/Gold (Gelb).
Das Wappen wurde vom Heraldiker Uwe Reipert gestaltet.

### Flagge
Die Flagge ist Grün-Gelb-Grün gestreift mit dem aufgelegten Wappen der ehemaligen Gemeinde auf dem breiteren Mittelstreifen. Die Flagge kann die Form der Hissflagge, der Querflagge, der Hängefahne, des Banners und des Wimpels haben.

## Kultur und Sehenswürdigkeiten

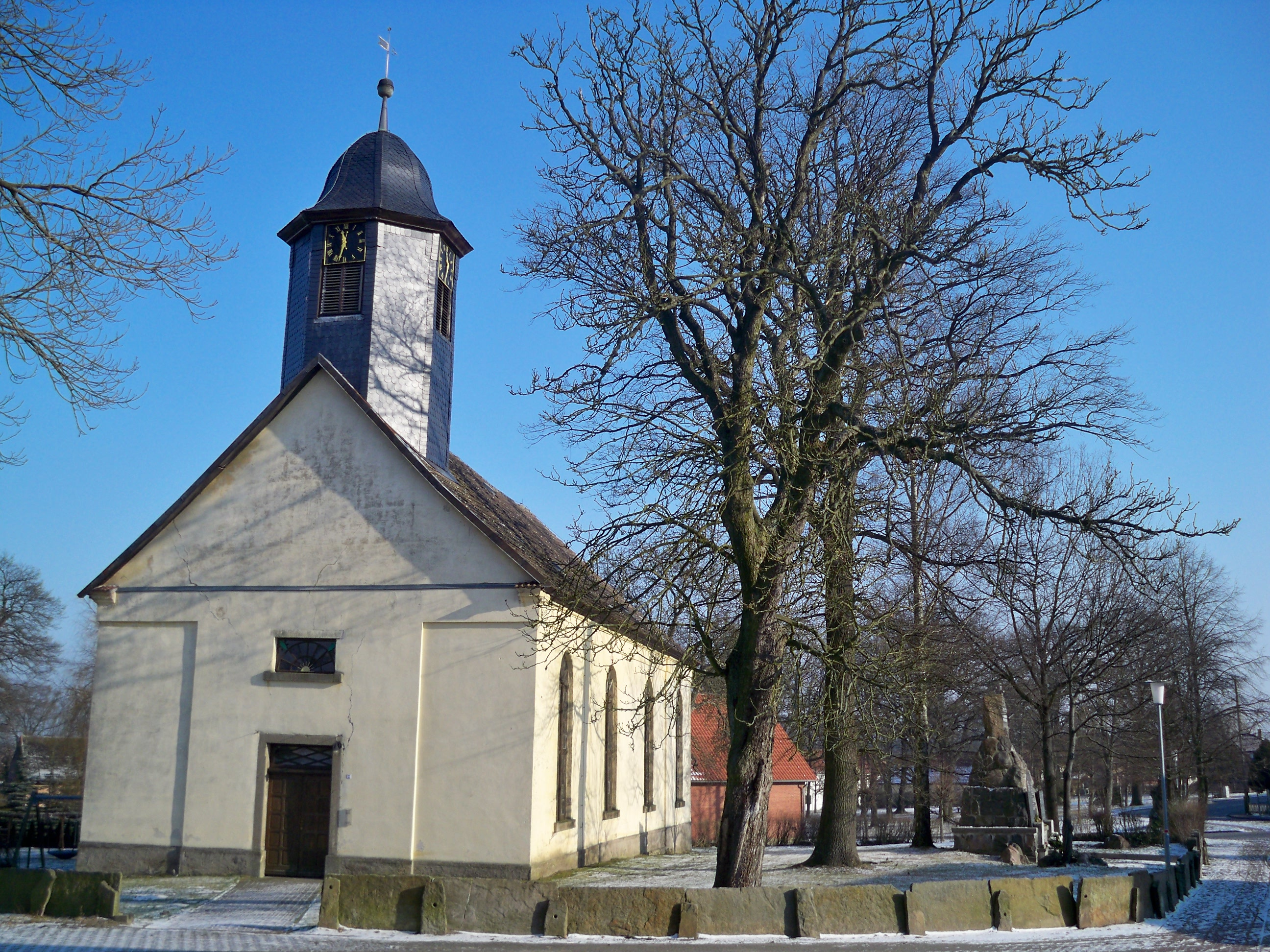
Dorfkirche Steimke

- Die evangelische Dorfkirche Steimke ist ein klassizistischer rechteckiger Bau von 1825. Kennzeichnend sind die hohen Rundbogenfenster. Die Orgel stammt aus dem 19. Jahrhundert.[32]

### Vereine
- Der Heimatverein Steimke e. V., 2017 gegründet, betreibt eine Heimatstube.[33]
- Förderverein der Freiwilligen Feuerwehr Steimke e. V.
- Kinderglück Steimke e. V., 1999 gegründet, Träger der Kindertagesstätte im Dorf